# Tripla giunzione di Bōsō
     Placca nordamericana
     Placca pacifica
     Placca delle Filippine
     Placca euroasiatica

Le placche tettoniche al di sotto del Giappone.
Placca nordamericana
Placca pacifica
Placca delle Filippine
Placca euroasiatica
Tripla giunzione di Bōsō

La tripla giunzione di Bōsō è una tripla giunzione situata al largo della costa orientale del Giappone. Ѐ l'unica giunzione conosciuta in cui si incontrino tre fosse (in inglese trench) ed è quindi l'unica classificata di tipo T-T-T. Le tre placche tettoniche che si incontrano in questo punto sono la placca nordamericana (in particolare la sottoplacca di Ochotsk) a nord, la placca pacifica a est e la placca delle Filippine a sud.

## Origine del nome
La giunzione prende il nome dalla penisola di Bōsō, una penisola dell'isola di Honshū che si estende per circa 130 km nell'Oceano Pacifico arrivando nelle vicinanze del punto di intersezione delle placche.

## Formazione
La tripla giunzione è formata dall'intersezione dell'arco delle Izu-Bonin-Marianne nel punto in cui la fossa delle Izu-Bonin si incontra con la fossa del Giappone e la fossa di Sagami.

## Pericolosità
Considerando l'elevato numero di persone che vivono sulla costa dell'isola di Honshū, la principale isola dell'arcipelago giapponese, posta proprio davanti alla giunzione, e il conseguente elevato sviluppo urbano della regione, la tripla giunzione di Bōsō è probabilmente quella con il maggior rischio assicurativo associato. La stessa Tokyo, pur distando circa 300 km dalla giunzione, risente spesso dei terremoti e maremoti generati in corrispondenza di essa.
Il terremoto ed il conseguente tsunami che sconvolsero la regione di Tōhoku nel 2011 furono generati dai movimenti della placca pacifica che subduce sotto la placca di Ochotsk in corrispondenza della fossa del Giappone, a nord della giunzione, senza però vedere il coinvolgimento delle altre fosse, nei pressi delle quali furono registrati solo terremoti ricondubili a scosse di assestamento.